# 常呂町
常呂町（ところちょう）は、北海道網走支庁管内の常呂郡に属していた、オホーツク海に面する町。2006年3月5日に周辺3市町との合併により北見市の一部となり、常呂郡から離脱した（住所表記は北見市常呂町）。

## 概要
2006年（平成18年）3月5日に北見市、留辺蘂町、端野町と新設合併し、北見市の一部となった。合併後も自治区が設けられ、一定の自治が認められる形となっている。町名の由来は、アイヌ語の「トー・コロ」（沼・湖のある所）から。北海道におけるカーリングの町としても有名であった。
常呂町は常呂郡の地域ではあるが、昔から網走市と佐呂間町の結び付きが強かった。そのため、常呂町はサロマ湖岸の佐呂間町・湧別町・上湧別町との枠組みで合併協議して合併を目指す予定だったが、これに当時の常呂町首脳は生活圏が遠軽町に変わることを恐れ反対し、北見市との協議に入った。また、当時の女満別町（現・大空町）も「網走市・女満別町・東藻琴村・美幌町・津別町・常呂町」の枠組みを発案したが、常呂町は不参加であった。その後、北見市合併の是非に関する住民投票でも賛成の声が反対を上回ったことで合併が実現することとなった。

## 地理
網走支庁中部に位置。北部はオホーツク海に接し、常呂川の河口を有する。
西部はサロマ湖に隣接、南部は丘陵地帯。
海岸に位置するが夏と冬の温度差は比較的大きい。夏は32度、冬は-20度程度。
冬季は流氷が接岸する。
気象庁の細分では、天気予報および警報注意報は北見地方ではなく、網走西部地方となる。
- 山: イワケシ山、常呂山
- 河川: 常呂川
- 湖沼: サロマ湖

### 隣接していた自治体
- 網走支庁
  - 網走市
  - 北見市
  - 常呂郡：佐呂間町

## 歴史
- 1883年（明治16年）：常呂村に、常呂郡を一円とする常呂村外六箇村戸長役場が設置される（常呂町の開基）。
- 1897年（明治30年）：常呂村外六箇村戸長役場より野付牛村外一箇村戸長役場を分離。
- 1914年（大正3年）：常呂外四箇村戸長役場より鐺沸村（のちの佐呂間町）を分離。
- 1915年（大正4年）4月1日 - 常呂村、少牛（ちいうし）村、太茶苗（ふとちゃない）村、手師学（てしまない）村が合併し、常呂郡常呂村となる。鐺沸村の一部を編入。
- 1916年（大正5年） - 野付牛町に大字少牛村の一部（現・北見市端野町忠志に相当する地区）を分割。同年、少牛村の残りは手師学村に編入。
- 1936年（昭和11年）10月10日 - 鉄道省湧網東線が延伸開業し、村内に常呂駅新設。
- 1941年（昭和16年） - 村内の大字を廃止、行政字に再編。
  - 常呂村 → 常呂、東浜、土佐、岐阜、共立、富丘、豊川、栄浦
  - 太茶苗村 → 福山
  - 手師学村 → 日吉、登、吉野
- 1950年（昭和25年）11月1日 - 町に昇格、常呂町となる[1]。
- 1952年（昭和27年）12月6日 - 国鉄湧網東線延伸開業により、町内に北見富丘、北見共立の2駅新設。
- 1953年（昭和28年）10月22日 - 湧網東線を湧網西線に編入し湧網線に改称。
- 1956年（昭和31年）1月7日 - 国鉄湧網線の北見共立・常呂間に土佐仮乗降場、常呂・能取（町外）間に常呂港仮乗降場を新設。
- 1956年（昭和31年）5月1日 - 国鉄湧網線の北見富丘・北見共立間に東富丘仮乗降場を新設。
- 1972年（昭和47年）2月8日 - 土佐仮乗降場、常呂港仮乗降場を廃止。
- 1987年（昭和62年）3月20日 - 国鉄湧網線廃止、町内から鉄道路線が無くなる。
- 2006年（平成18年）3月5日 - 留辺蘂町、端野町、旧北見市と合併、4市町区域に新たに北見市を設置。北見市常呂町となる。これに伴い端野町・留辺蘂町・常呂町の3町は常呂郡より離脱。

## 経済

### 産業
海岸部では漁業が発達、ホタテなどがとれる。
丘陵部では農業（畑作）が発達。

## 姉妹都市

### 国内
- 岐阜県大野町
- 高知県佐川町

### 海外
- バーヘッド町 （カナダ）

## 地域

### 教育
- 高等学校
  - 道立高等学校
    - 北海道常呂高等学校

- 中学校
  - 常呂町立常呂中学校
- 小学校
  - 川沿、錦水、常呂、日吉

## 交通

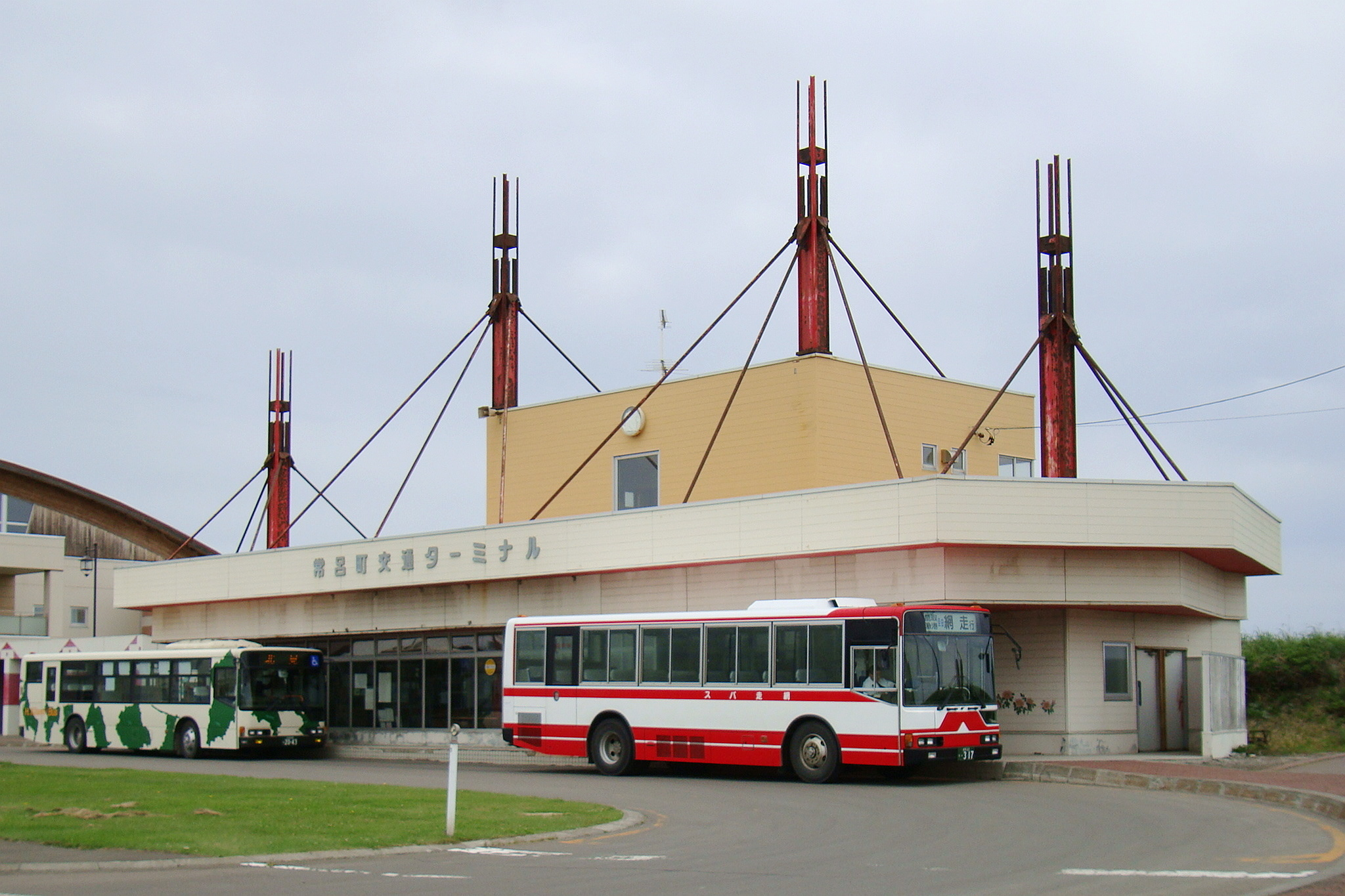
北見市常呂町交通ターミナル（2009年6月）

### 鉄道・バス
常呂町内を通っていた旧日本国有鉄道（国鉄）湧網線は1987年（昭和62年）3月20日に廃止された。町内には北見富丘駅、東富丘仮乗降場、北見共立駅、常呂駅が設置されていた。現在、常呂駅の跡地はバスターミナルになっている。
下記の駅へバスが運行される。
- 北海道旅客鉄道（JR北海道）
  - 石北本線・釧網本線 : 網走駅（網走バス）
  - 石北本線 : 北見駅（北海道北見バス）

町内へは町営バスが運行されており、バスターミナルから栄浦（サロマ湖沿岸）までを巡回している。

### 道路
- 一般国道
  - 国道238号
- 都道府県道
  - 北海道道7号北見常呂線
  - 北海道道308号日吉端野線
  - 北海道道409号常呂港線
  - 北海道道442号サロマ湖公園線
  - 北海道道655号仁倉端野線
  - 北海道道1033号土佐東浜線
  - 北海道道1087号網走常呂自転車道線

## 名所・旧跡・観光スポット・祭事・催事

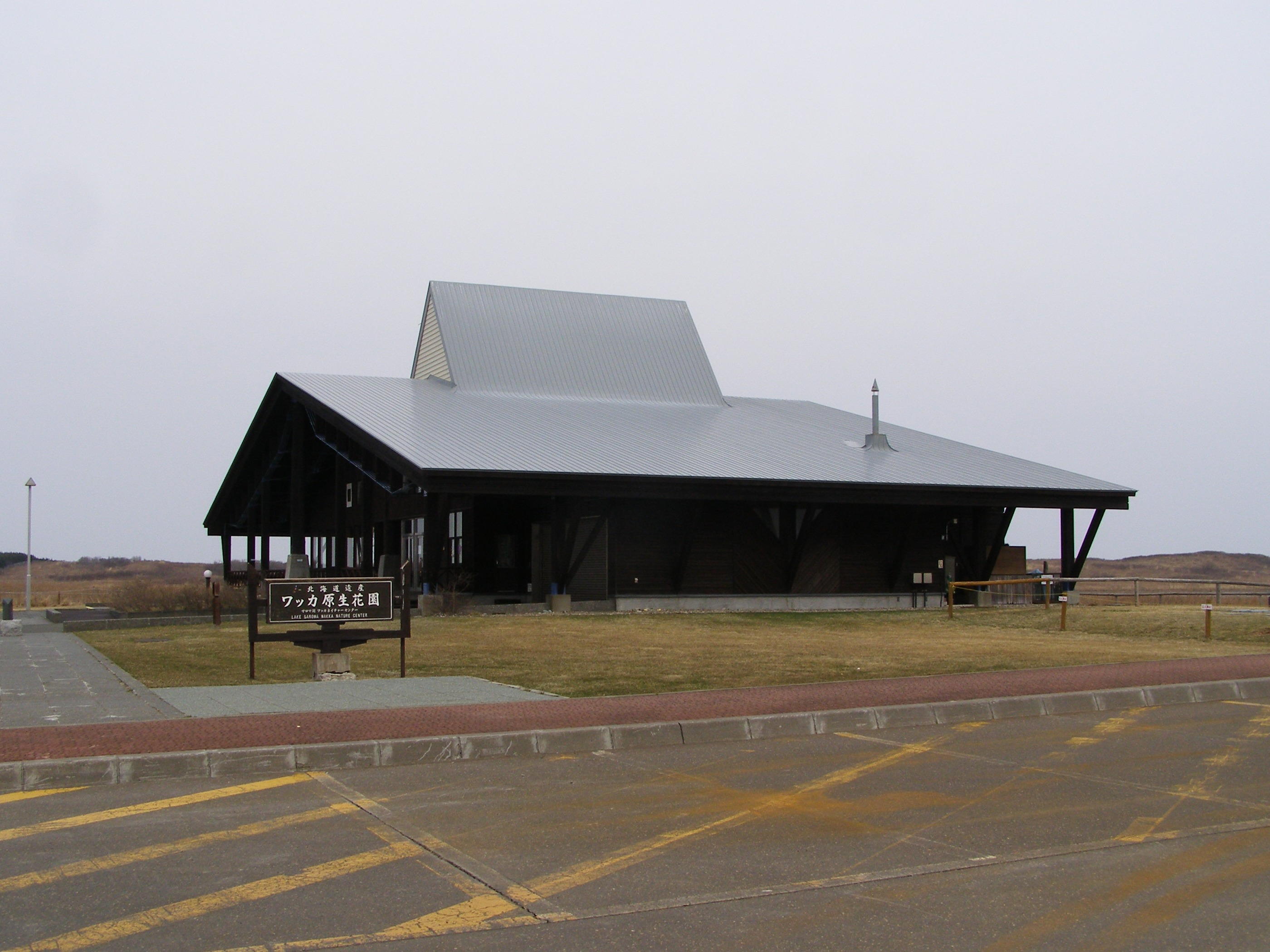
ワッカネイチャーセンター（2011年4月）

### 観光
- サロマ湖（サロマ湖に沈む夕日，冬期のサロマ湖に現れる蜃気楼）
- ワッカ原生花園（北海道遺産）
- ワッカネイチャーセンター
- 常呂遺跡（北海道遺産）
- ところ遺跡の森
  - ところ遺跡の館
  - ところ埋蔵文化財センター「どきどき」
- 常呂町手工芸の館
- 常南ビーチ海水浴場
- 常呂町カーリングホール（日本国内初の屋内カーリング場）
- 1本の木（農協牧場）
- 常呂森林公園（アスレチック、パークゴルフ、焼き肉ハウス）
  - 百年記念塔（白鳥が羽を広げた様子をイメージして作られているが、名産のホタテにちなみ、ホタテタワー、ホタテの塔と呼ばれることが多い）

### 祭り
- ところふるさとまつり
- 雪ん子まつり
- 常呂神社祭

### 催事
- サロマ湖100キロウルトラマラソン
- インターナショナルオホーツクサイクリング
- 町民大運動会
- スノーモービルランド in サロマ湖
- NHK杯カーリング大会
- ところ物産まつり

## 出身人物

### 政治・経済
- 辻直孝 - 北見市長。

### スポーツ
カーリングの町として知られ、日本におけるカーリングの聖地と言われている。冬季オリンピックに出場したカーリング選手には常呂町出身者が多い。北海道とカナダ・アルバータ州が姉妹提携を結んだことをきっかけに、普及に努めるようになった。1988年には国内初のカーリングホール「常呂町カーリングホール」を開設した。
- 近江谷好幸（98長野）
- 佐藤浩（98長野）
- 敦賀信人（98長野）
- 三村容子（98長野）
- 加藤章子（98長野、02ソルトレーク）
- 阿部晋也
- 船山弓枝（旧姓：林／02ソルトレーク、06トリノ、14ソチ）
- 小笠原歩（旧姓：小野寺／02ソルトレーク、06トリノ、14ソチ）
- 小仲美香（02ソルトレーク）
- 本橋麻里（06トリノ、10バンクーバー、18ピョンチャン）
- 近江谷杏菜（10バンクーバー）※父・好幸（98長野）と親子二代での五輪出場
- 吉田知那美（14ソチ、18ピョンチャン、22北京）
- 小野寺佳歩（14ソチ）
- 鈴木夕湖（18ピョンチャン、22北京）
- 吉田夕梨花（18ピョンチャン、22北京）
- 吉村紗也香
- 平田洸介（18ピョンチャン）
- 相田晃輔

また2006年の女子日本選手権ではチーム常呂中学校がトリノ代表のチーム青森を破る殊勲を挙げ3位入賞、翌2007年の大会でも続けて3位に入賞するなど、合併後もカーリングにおいて常呂の存在感を示し続けている。

### 芸能・マスコミ
- バーバラ・アキタダ - ミュージシャン。80年代の人気番組天才!たけしの元気が出るテレビ・燃えよヘビメタ!にて時の人となった。
- 橘家富蔵 - 落語家。
- 桂花りん - 芸人。吉本興業所属。

### アイヌ文化
- 藤山ハル - 戦後樺太から移り住み、樺太アイヌ語の話者、文化伝承者として数多くの研究者に協力するとともに、樺太アイヌ文化の伝承活動に尽力したことで知られる。
- 金谷フサ - 藤山ハルの長女。母とともに樺太アイヌ文化の伝承活動に尽力し、常呂町樺太アイヌ文化保存会を結成した。母の死後も、夫の金谷栄二郎とともに引き続き文化伝承活動において大きな功績を果たした。その功績で、1979年、エイボン伝統芸術賞を受賞した。

### ゆかりの作品
- 2006年2月18日には、ソルトレーク五輪に出場した常呂町の女子高校生4人のカーリングチーム「シムソンズ」を題材にした映画「シムソンズ」（佐藤祐市監督・加藤ローサ、高橋真唯、星井七瀬、藤井美菜ほか）日本全国で公開された。撮影は常呂で行われ、町をあげての協力となった。

### トピック
- 読みが同じところであるタレントの所ジョージも来訪したことがある。2003年10月8日放送の日本テレビ『1億人の大質問!?笑ってコラえて!』で放映された。
- 2010年1月17日放送のテレビ東京『田舎に泊まろう!』において、北見市常呂町に片岡安祐美が訪れた。